# Свара
Сва́ра (хинди स्वर; англ. svara, swara) — санскритское слово, которое обозначает базовые элементы санскрита и индийской классической музыки.
В языкознании — звук, тон, ударение. Одна из частей алфавита Деванагари, обозначающая гласный .

## Общая характеристика
В мифах Древней Индии описано происхождение свар — живых существ —  из уст Шивы во время произнесения им речи на собрании богов. Свары были порождены из ликов Шивы поскольку он обнаружил, что не все присутствующие услышали и поняли произнесенную им речь. У каждой из свар был свидетель появления на свет: тот, кто увидел свару первым, нарек её именем.
В двух музыкальных системах Индии классической традиции – северной (хиндустанской) и южной (карнатической) – существуют значительные практические и теоретические различия при одноимённости терминов, что требует указания на традицию-источник при объяснении музыкальной теории. Имена свар в двух традициях звучат одинаково, что может вносить путаницу и давать ложное представление об идентичности, но теоретическое понимание и практика - различные.
Так, в северной традиции базовые элементы называются сурами и образуют звукоряд (саргам), ступени которого именуются уникальными слогами (ср. слоговые имена ступеней в европейских звукорядах).
В южной традиции свара — один из трех базовых элементов наряду с таламом и рагой; аналог лада в европейской музыке. 

### Свара в южной (карнатической) традиции
Свары — звуки, из которых складывается рага. Слово свара (санскрит) образовано из корней двух слов: «свайям» и «ранджакам», что можно толковать так: свара — то, что нравится самому себе.
Все звуки, существующие в мире — дхвани. Выбранные из дхвани музыкальные звуки называются надас. Из надас образуется бесконечное количество шрути. Двенадцать шрути — те, которые могут быть восприняты человеческим ухом, составляют стхайи — октаву, где первый и последний шрути совпадают. Из шрути образуются свары.
Различают семь базовых свар — Са, Ри (Ре), Га, Ма, Па, Да, Ни.
Различные комбинации свар образуют рагу.
В традиции Карнатака при обучении музыке понимание божественного происхождения свар и талама являются важнейшим элементом понимания того, что музыка в целом — божественный дар, открывающий истину, а практики создания, исполнения или слушания музыки являются практиками духовного общения с Богом.
Традиция Карнатака говорит о том, что для занятия музыкой необходима любовь к Богу бхакти, без которой музицирование не может быть успешным, то есть не может достичь своей цели — единения с Богом как первоисточником музыки.